# Divizia A 1915-16
A temporada 1915-16 é a 7ª edição da Divizia A que começou em 1915 e terminou em 1916. O Prahova Ploieşti foi o campeão conquistando pela 1ª vez o título nacional.

## Classificação
| Pos | Equipe                 | J | V | E | D | GP | GC | S   | Pts |
| --- | ---------------------- | - | - | - | - | -- | -- | --- | --- |
| 1   | Prahova Ploieşti       | 6 | 5 | 0 | 1 | 17 | 2  | +15 | 10  |
| 2   | Bukarest FC            | 6 | 3 | 2 | 1 | 11 | 8  | +3  | 8   |
| 3   | Colţea Bucureşti       | 6 | 0 | 3 | 3 | 3  | 13 | -10 | 3   |
| 4   | Colentina AC Bucureşti | 6 | 0 | 1 | 5 | 4  | 15 | -11 | 1   |

## Campeão
| Divizia A 1915-16            |
| ---------------------------- |
| Prahova Ploieşti (1º título) |